# Andreas W. Friedrich

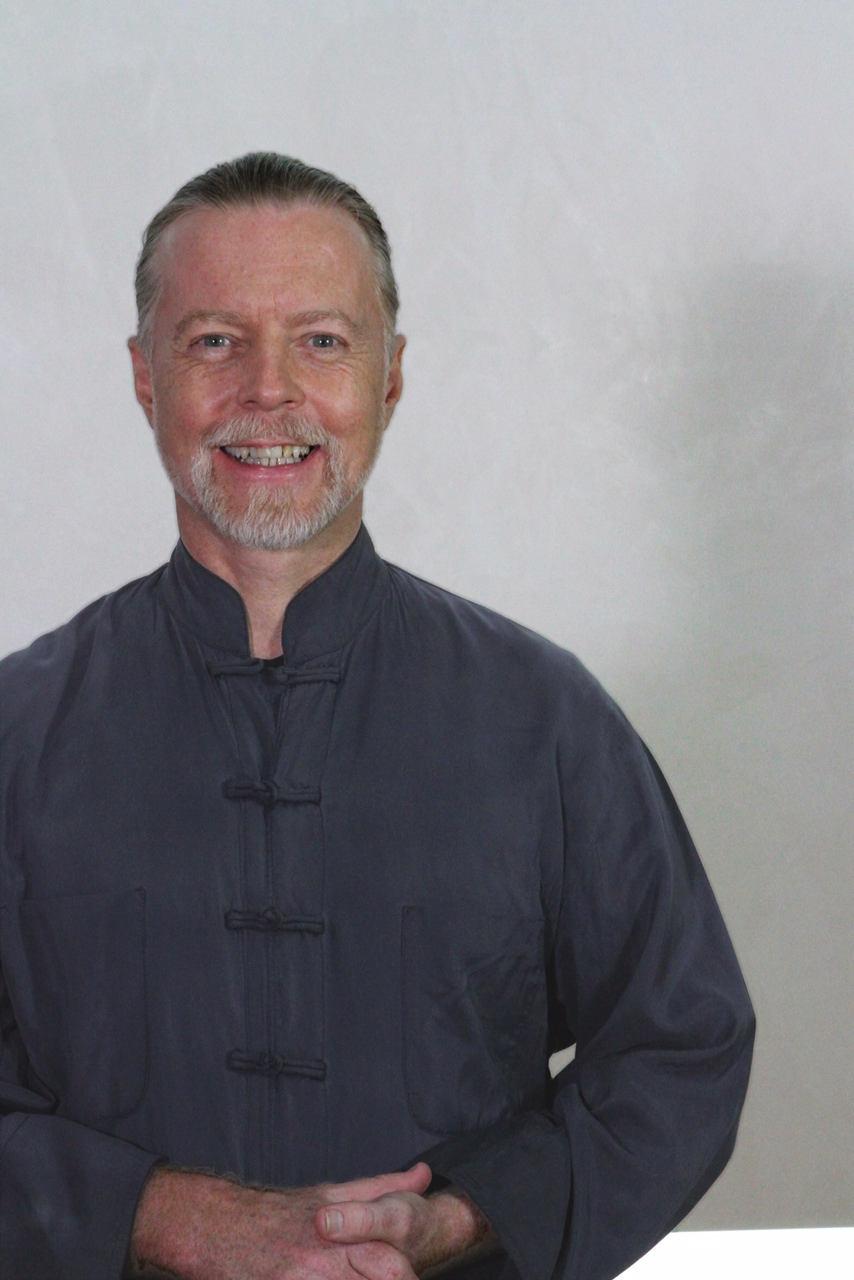
Andreas W. Friedrich

Andreas W. Friedrich (AWF) (* 24. April 1954 in Hamburg) ist ein deutscher Taiji-Meister des Yang-Stils.

## Leben und Werk
Friedrich wurde als jüngstes Kind des Unternehmers Otto A. Friedrich und Halbbruder der Journalistin Karin Friedrich geboren. Er ist der Enkel des Chirurgen und Hochschullehrers Paul Leopold Friedrich.
Nach dem Abitur im Jahr 1973 studierte er an der Ludwig-Maximilians-Universität München Philosophie, Wissenschaftstheorie und Psychologie.
Friedrich praktiziert seit 1983 Taijiquan. Er erlernte ab 1983 bei Toyo Kobayashi (München) Taijiquan und begann ein Jahr später seine Ausbildung im traditionellen Yang-Stil bei Frieder Anders, Ping-Liong Tjoa und Chu King-Hung, einem Meister des „alten, authentischen“ Yang-Stils. Im Januar 1986 legte er bei Chu King-Hung die Prüfung ab und wurde offiziell zum Lehrbeauftragten der International Tai Chi Chuan Association (ITCCA) ernannt. Diese Lehrtätigkeit übte er bis Mai 1993 in eigener Schule in München aus. Am 1. Juni desselben Jahres eröffnete er in München sein eigenes Tai Chi Chuan Institut (TCCI).

Resultierend aus diesem eigenen integralen Ansatz nannte er sein freies und unabhängiges Tai Chi Chuan Institut (TCCI) im Jahr 2007 in Institut Integrales Tai Ji Quan und Qi Gong um.

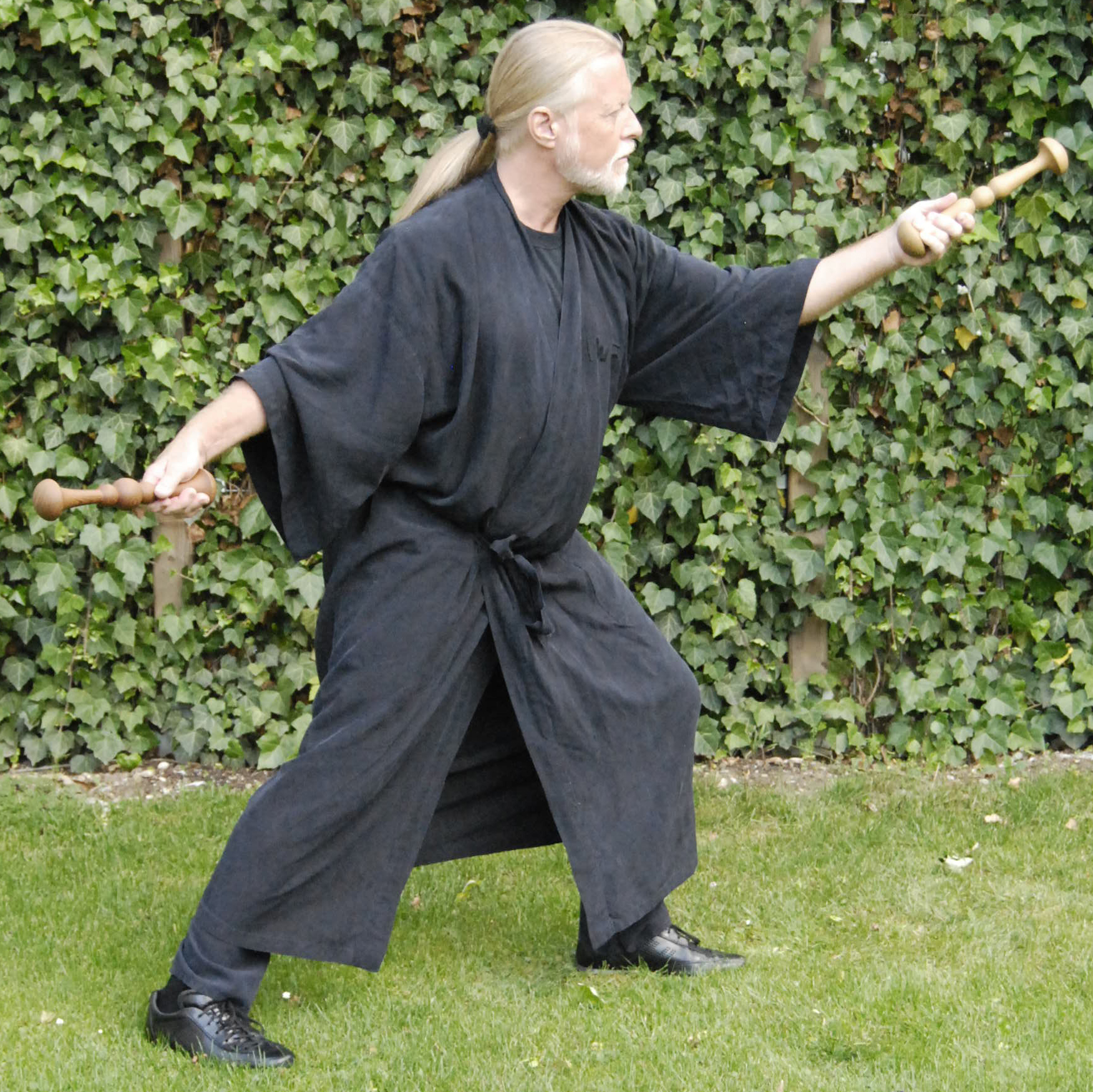
AWF beim Laufen der Kurzkeulen-Form, 2014

Seit 2007 ist er Mitglied im Dachverband Deutscher Dachverband für Qigong und Taijiquan und anerkannter Ausbilder für Taijiquan und Qigong.
Neben Tai Ji Quan, Qi Gong und Experimentellen Zen Künsten gilt sein besonderes Interesse der Kunst, der er sich ebenso leidenschaftlich widmet.

## Ausgewählte Veröffentlichungen
- Meisterübung – Kaiserübung. 2. Auflage 2014, ISBN 978-3-942830-06-5.
- Alles Mögliche I, Allerlei, Artikel. 2014, ISBN 978-3-942830-04-1
- Alles Mögliche II, Dies & Das, Brosamen. 2014, ISBN 978-3-942830-07-2
- Tai Ji Quan. Ruhe und Bewegung in Balance. (GU Multimedia), Gräfe und Unzer Verlag; 1. Auflage 2005, ISBN 978-3-7742-7197-5
- Qi Gong Ba Duan Jin: Die acht edlen Übungen. Verlag Peter Kirchheim; 2. neu bearb. Auflage 2003, ISBN 978-3-87410-061-8
- Qi Gong – der Weg zur Vitalität und Ausgeglichenheit. Durch Entspannung und Vorstellungskraft die Selbstheilungskräfte… Südwest-Verlag; 2002, ISBN 978-3-517-01868-3